# Mönchbruch (Landschaft)

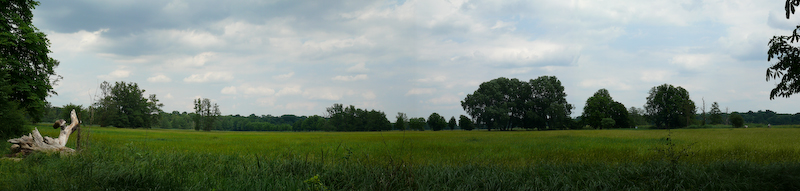
Panorama des Mönchbruchs

Der Mönchbruch von Mörfelden und Rüsselsheim ist mit 937 ha Ausdehnung das zweitgrößte Naturschutzgebiet des deutschen Landes Hessen. Es wird von der B 486 durchquert und umfasst Flächenanteile der Städte Rüsselsheim am Main und Mörfelden-Walldorf sowie der Gemeinde Nauheim.

## Geographische Lage

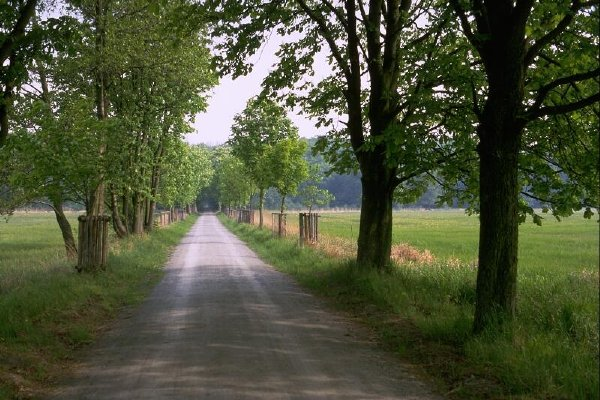
Allee im Naturschutzgebiet Mönchbruch

Der heutige Umfang des Schutzgebietes wurde durch eine Verordnung des Regierungspräsidiums Darmstadt im Jahr 1995 festgelegt. Das Naturschutzgebiet (NSG) bildet etwa ein Viertel des mit 4086 ha erheblich größeren Naturraums Mönchbruch und Wälder bei Walldorf und Groß-Gerau, der in seiner Gesamtheit am 19. April 2006 als Landschaftsschutzgebiet ausgewiesen und 1997 als FFH-Gebiet Mönchbruch von Mörfelden und Rüsselsheim und Gundwiesen von Mörfelden für das europäische Netz Natura 2000 gemeldet wurde. Dieses Schutzgebiet wiederum geht nach Osten in die noch weitgehend geschlossenen Waldgebiete des Wildbannes Dreieich und des Frankfurter Stadtwaldes über und ist somit Teil des größten geschlossenen Waldgebietes im Rhein-Main-Gebiet.
Das Naturschutzgebiet wird in Nordost-Südwest-Richtung vom Gundbach durchzogen, der in wechselnder Breite, jedoch meistens in 600 Meter Breite, von Wiesengelände begleitet wird, das seinerseits von Wald umgeben ist. Die Südgrenze folgt dem Verlauf der Bundesstraße 486. An der Straßenbrücke über den Gundbach ist das Jagdschloss Mönchbruch gelegen. Östlich desselben gehört auch ein 300 bis 400 Meter breiter Streifen südlich der Bundesstraße zum Naturschutzgebiet und dieses schließt so auch die Feuchtgebiete am Geräthsbach mit ein.

## Geschichte

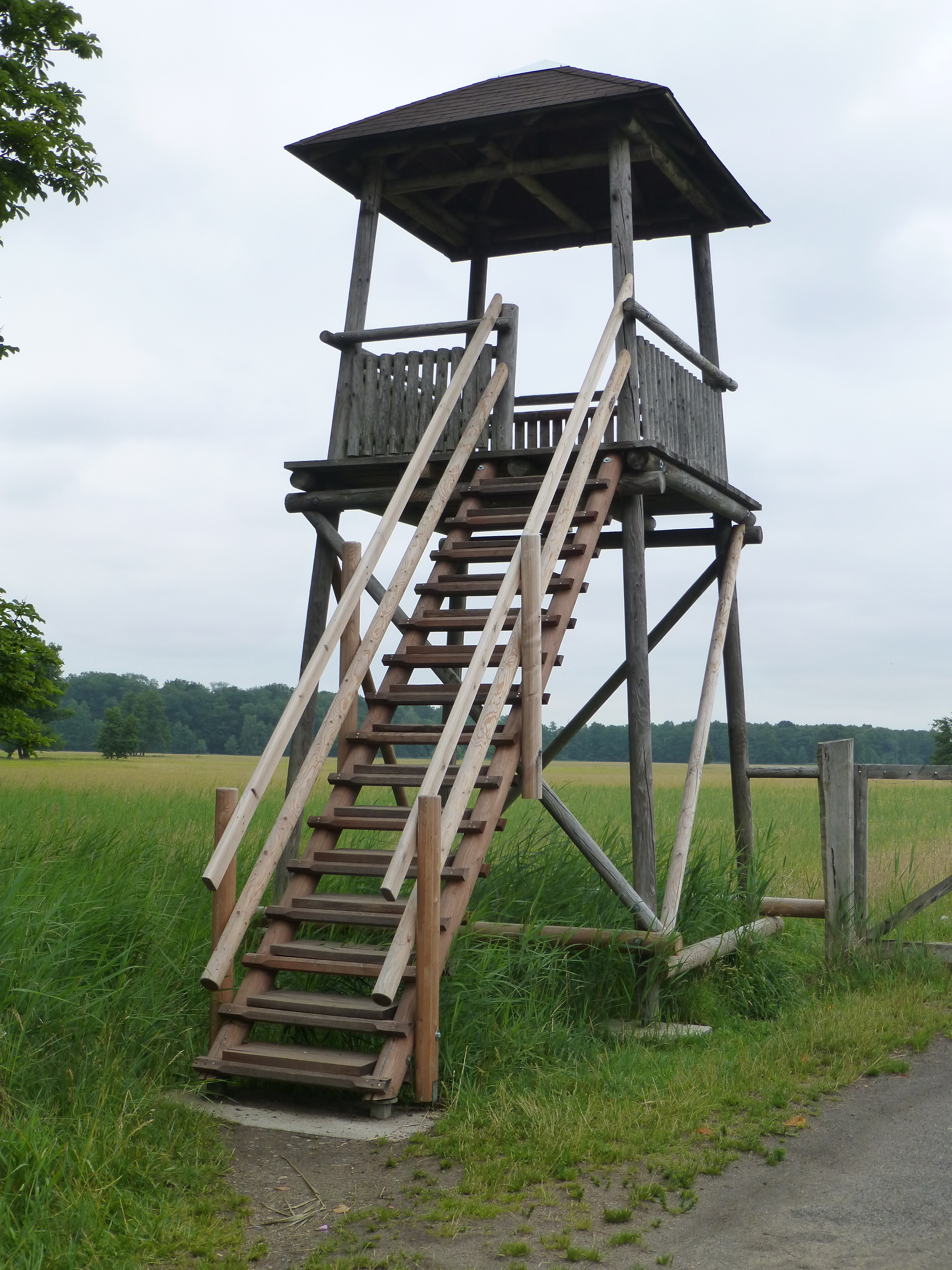
Aussichtsplattform an den Mönchbruchwiesen

Erste Bestrebungen, alte Sümpfe und Bruchwälder unter Schutz zu stellen, gehen auf etwa 1930 zurück. 1954 wurde dann erstmals eine Fläche von 44 ha (Schlangenloch und Dachnau) als NSG ausgewiesen. Als 1974 das Breite Bruch hinzugenommen wurde, verdoppelte sich die geschützte Fläche. Nachdem 1981 die bis dahin noch getrennten Teilgebiete durch die Hinzunahme der weitgehend unberührten Mönchbruchwiesen verbunden wurden, vergrößerte sich das Schutzgebiet schlagartig auf 485 ha. Zuletzt wurden die Walldorfer Bruchwiesen, der Faulbruch, der Mörfelder Unterwald, die Birkenseewiese und der Schlichter dazu genommen. Dabei kam es zu Konflikten zwischen den Interessen des Naturschutzes und der Naherholung.
Im Jahr 2004 hat die Fraport AG mit dem Land Hessen, vertreten durch HessenForst, einen Vertrag über die Realisierung von naturschutzrechtlichen Kompensationsmaßnahmen im NSG Mönchbruch für 18 Millionen Euro geschlossen. Für den Bau der A380-Werft wurden 18 ha Kompensationsmaßnahmen im Mönchbruch gemäß Planergänzungsbeschluss vom 1. Dezember 2006 festgesetzt. Für den kapazitiven Ausbau des Flughafens Frankfurt hat die Fraport AG ihre Kompensationsmaßnahmen im Mönchbruch aufgegeben, da im Gerichtsverfahren zur A380-Werft diejenigen Teile der vorgesehenen Maßnahmen nicht genehmigt wurden, die ohnehin im Pflegeplanentwurf des Regierungspräsidiums Darmstadt enthalten waren.
Anfang 2001 wurde nördlich des Jagdschlosses am Rande der Mönchbruchwiesen eine überdachte Aussichtsplattform in 4,10 Meter Höhe errichtet, die sich sehr gut für Tierbeobachtungen eignet.
Am Jagdschloss Mönchbruch befindet sich ein provisorisches Informationszentrum.

## Bedeutung

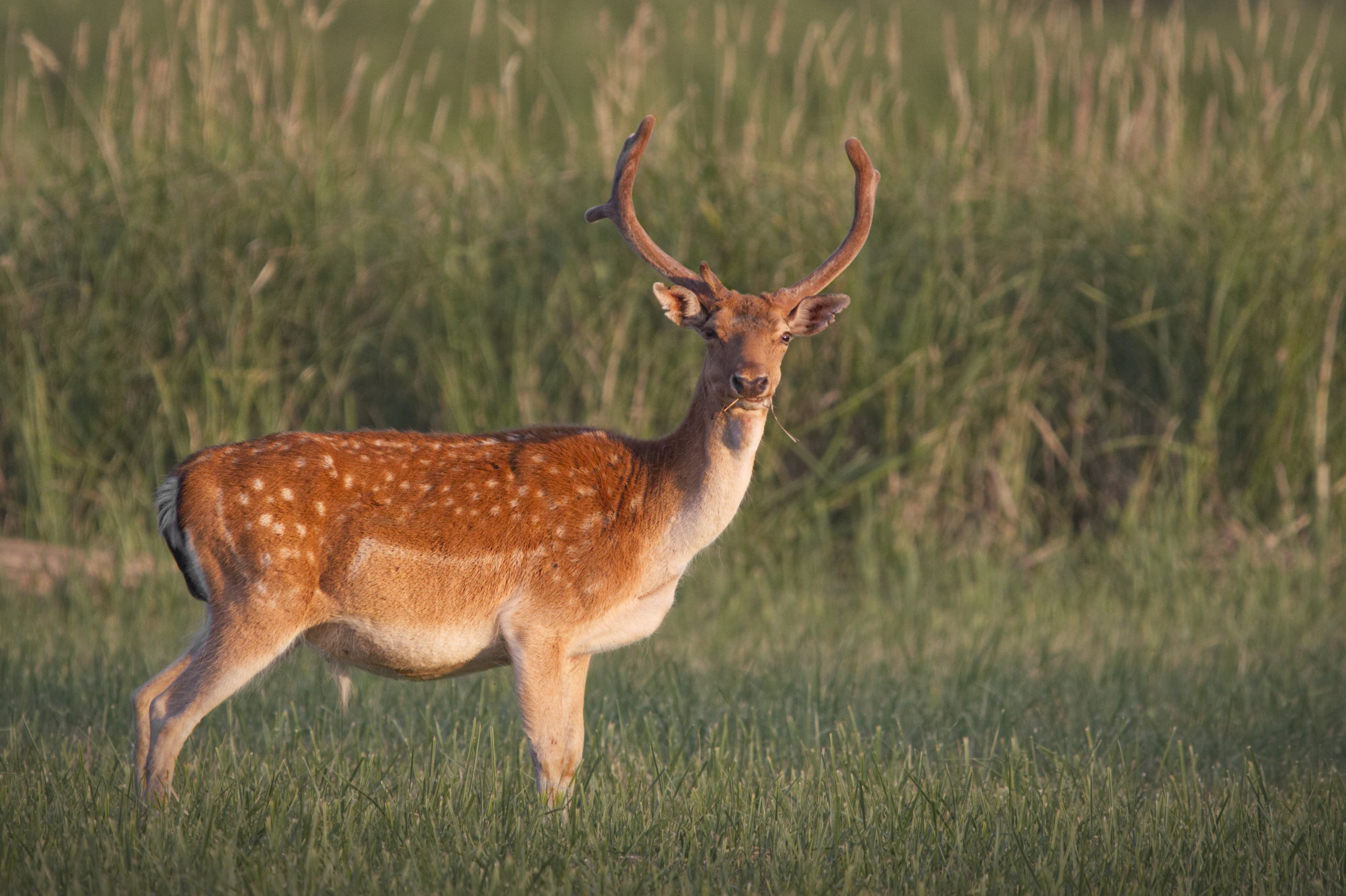
Die Mönchbruchwiesen, ebenso wie der Wald sind besiedelt von zahlreichem Damwild in großen Rudeln.

Der Mönchbruch ist einerseits geprägt durch die Nähe zum Ballungsraum Rhein-Main, besonders zum Flughafen Frankfurt, andererseits gekennzeichnet durch das völlige Fehlen von Besiedelung (abgesehen vom Jagdschloss und der Mönchbruchmühle). Der aus Sand, Lehm und Kies bestehende Boden erinnert daran, dass hier einst der Main floss. Der Grundwasserspiegel ist hoch, Gräben, Sümpfe und Bruchwälder prägen Teilbereiche des NSG; es handelt sich damit um eines der letzten großen Feuchtgebiete in Hessen.
Unter den rund 540 im NSG nachgewiesenen Pflanzenarten sind 60 vom Aussterben bedroht. Die extensiv und ohne Düngung bewirtschafteten Mönchbruchwiesen bilden einen Rückzugsort für seltene Vogelarten wie Neuntöter, Schwarzmilan, Eisvogel und Mittelspecht. Mindestens sieben Fledermausarten (u. a. Wasserfledermaus und Bechsteinfledermaus) werden regelmäßig beobachtet. An Eichentotholz leben in großer Zahl die Larven des Hirschkäfers.
Auch viele Amphibien- und Reptilienarten finden im Tot- und Altholzbestand des Naturschutzgebietes einen idealen Lebensraum. Unter anderem sind hier Ringelnatter, Moorfrosch und Laubfrosch anzutreffen.
Einen wertvollen Lebensraum bilden die weiten, regelmäßig überfluteten Stromtalwiesen nördlich des Jagdschlosses. Hier siedeln zahlreiche seltene Pflanzen und bodenbrütende Vögel.
Der Mönchbruch ist auch für die Naherholung gut erschlossen, wobei im Kerngebiet die gekennzeichneten Wege nicht verlassen werden dürfen. An vielen Stellen befinden sich Informationstafeln. Die gut befestigten Wege in ebenem Gelände werden von Radfahrern gern genutzt. Schutzhütten und Sitzbänke für Pausen sind vorhanden, Einkehrmöglichkeiten gibt es allerdings kaum.

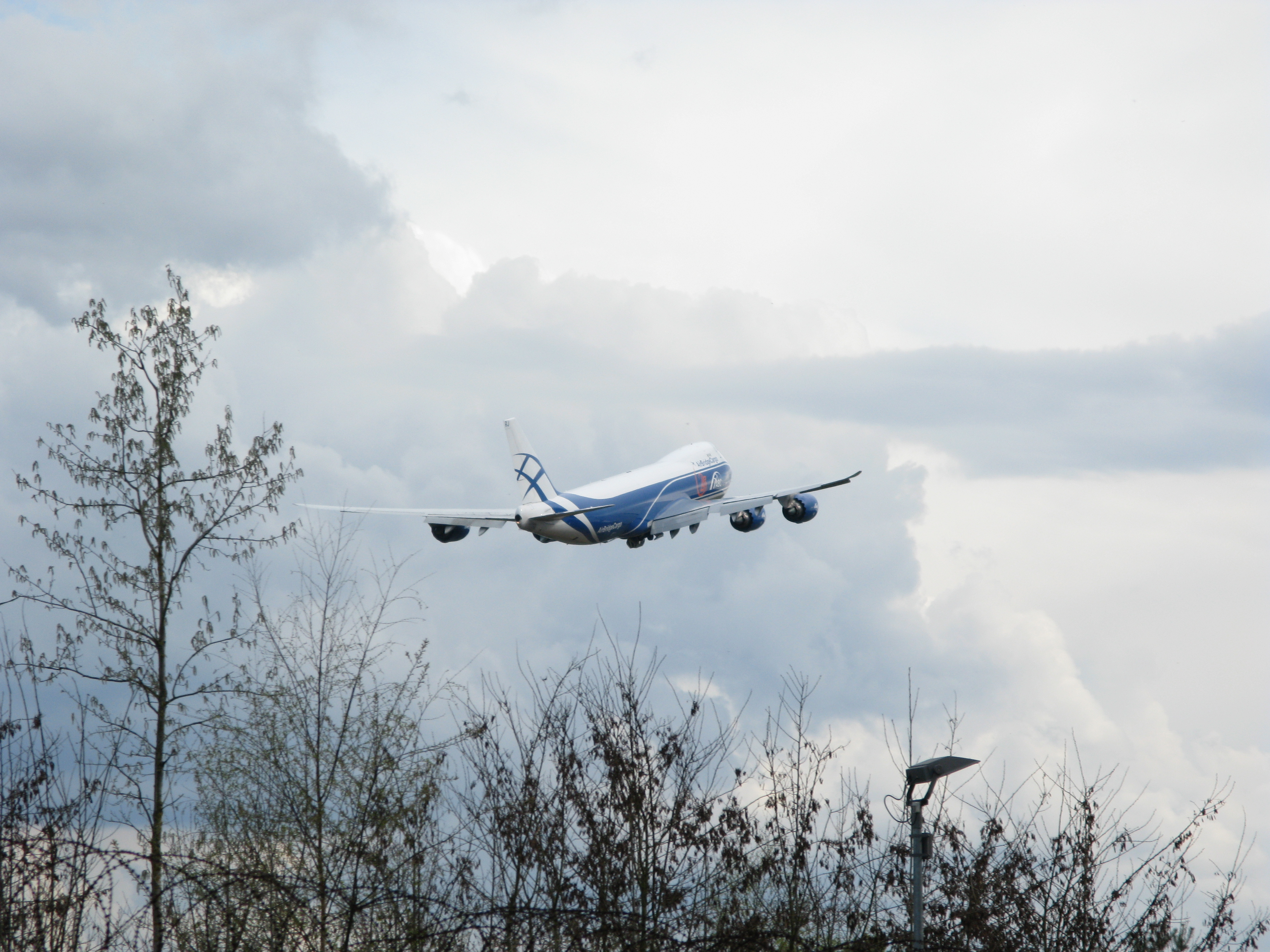
Eine von der Startbahn West abfliegende Boeing 747-8F überfliegt das Gebiet.

Der Erholungswert relativiert sich stark durch die erhebliche Lärmbelastung durch den unmittelbar benachbarten Flughafen Frankfurt, insbesondere von der nördlich des Gebietes anschließenden Startbahn West, die nur wenige hundert Meter vor der Grenze des Schutzgebietes endet. Je nach Windlage und Bahnnutzung wird der Mönchbruch zuweilen im Minutentakt von startenden Flugzeugen in geringer Höhe überflogen.